# Blacus fuscitarsis
Blacus fuscitarsis är en stekelart som beskrevs av Van Achterberg 1988. Blacus fuscitarsis ingår i släktet Blacus och familjen bracksteklar. Inga underarter finns listade.